# 김성현 (축구 선수)
김성현(한국 한자: 金成炫, 1993년 6월 25일 ~ )은 대한민국의 전 축구 선수로, 포지션은 수비수였다.

## 축구인 경력
진주고등학교를 졸업한 김성현은 2012년 우선지명으로 경남 FC에 입단하였다.
2014 시즌 김성현은 충주 험멜 FC로 임대를 떠났다. 같은 해 여름 김성현은 군복무 해결을 위해 안산 경찰청으로 적을 옮겼다.
전역 이후 김성현은 타이 리그2의 콘캔 FC로 이적하였다.
K리그2 2020 시즌을 앞두고 김성현은 서울 이랜드 FC로 이적하였다.